# Каликст II
Папа Калист II (на латински: Callistus.PP.II), роден Ги дьо Виен (на италиански: Gui de Vienne), е френски аристократ, син на Вилхелм I от Бургундия, избран за папа в 1119 г., 162-ри папа в Традиционното броене.